# 宇志知島

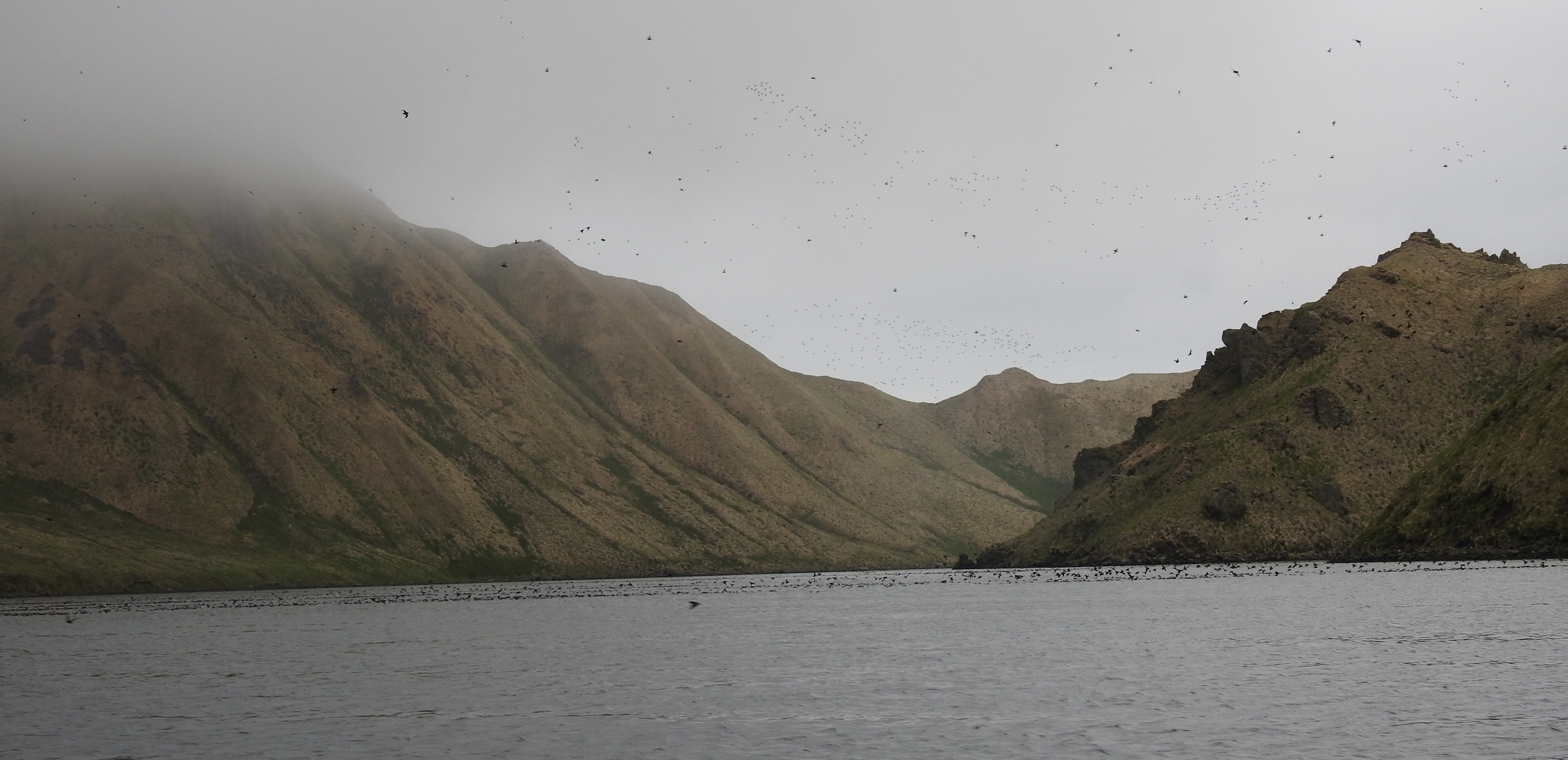
アイヌ人の聖地である宇志知南島暮田湾は、千島列島の絶景の一つとされ、海水が入ったカルデラの内部は、海鳥のサンクチュアリとなっている。

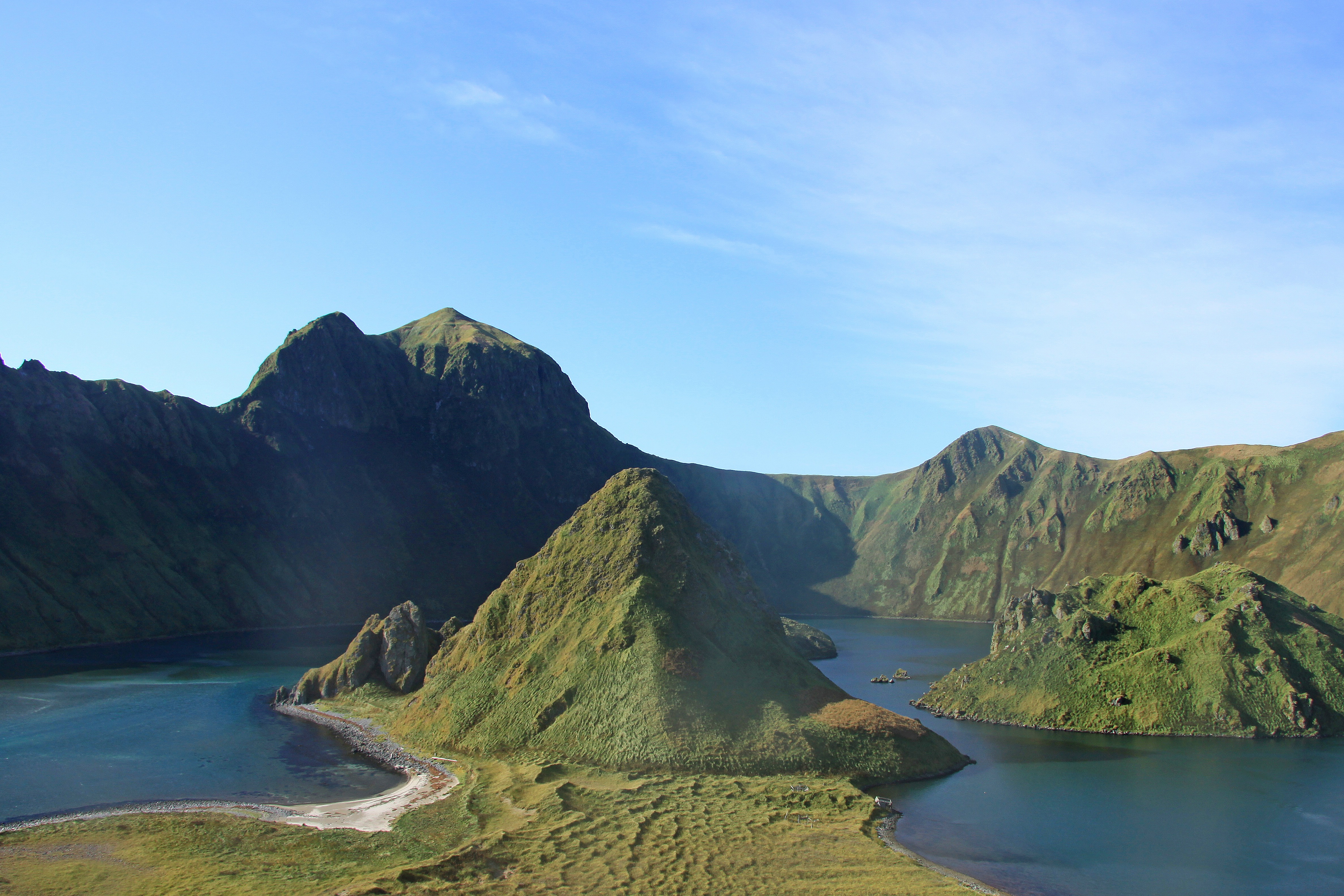
暮田湾内の景色

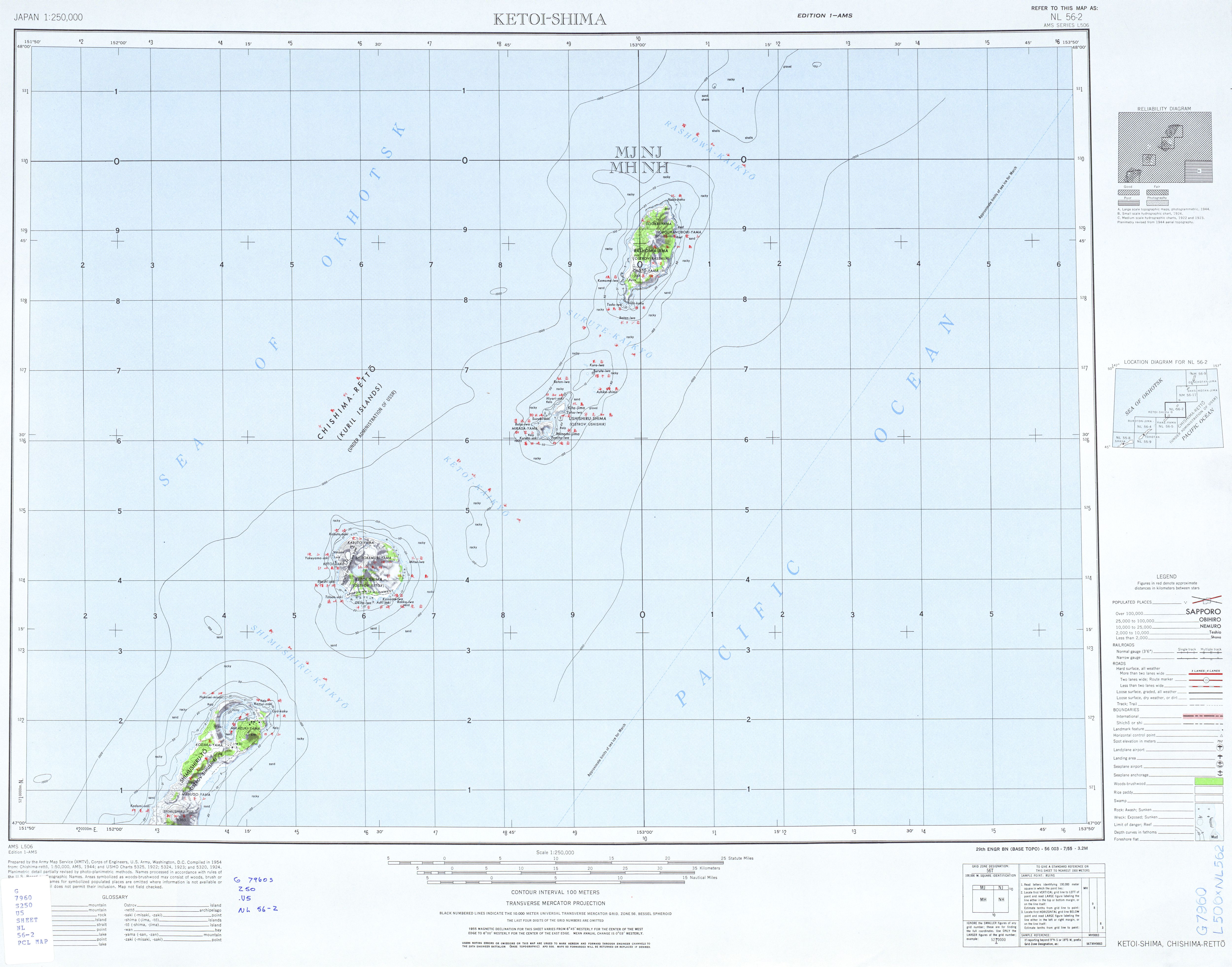
昭和29年の羅処和島・摺手岩・宇志知島・計吐夷島・新知島

宇志知島（ウシシル島、うししるとう）は、千島列島の中部に位置する島。ロシア名はウシシル島（o.Ушишир）、英語表記はUshishir。
島の名前の由来は、アイヌ語の「ウセイ・シル（温泉・大地→温泉のある大地）」から。正保御国絵図には「ウセシリ」との記述がある。宇志知島は千島アイヌにとっては聖地であり、雷神カンナカムイが自身の居住地として創り、天から落とした伝説が残されている。

## 地理
計吐夷島から計吐夷海峡を挟んだ北東方約14海里、北緯47度31分東経152度48分に位置する南北2島からなる火山島である。面積は2島合わせてもおよそ5平方キロメートルしかない。
この海域はオホーツク海と太平洋の潮がぶつかるため、非常に危険であるとされている。
南北2島の間は鈴木瀬戸と呼ばれる海峡であるが、その幅は400メートルに満たず、干潮時には歩いて渡ることができる。地図上で、南島は中部が大きく抉られているかのように見える。
北島（ロシア名:リポンキチャ o.Рыпонкича、英語表記：Ryponkicha）は南島よりも小さく、細長い三角形を成していて海岸は険しく切り立っており、南端に石山と名付けられた海抜131メートルの頂がある。鈴木瀬戸に面した西側には僅かながら礫の浜があって上陸地とされ、養弧番舎があった。なお、島の北東には摺手岩が存在する。
前述の正保御国絵図には「レフンチャ」や、チュプカ諸島図には「レブンケチャ」とある。これはアイヌ語の「レプンケ・チャ（沖に突出した場所にある頭＜頭状の岩＞）」から。
南島（ロシア名:ヤンキチャ o.Янкича、英語表記：Yankicha）は最も広いところでも幅約2.5キロメートルで、北部には先住民の穴居跡がある。
南部には直径約1キロメートルのカルデラ湾である暮田湾（くれたわん、ロシア名:クラテルナヤ湾 бухта Кратерная、由来は英語の「クレーター（crater）」と言われるが、ロシア名は「噴火湾」を意味する）があり、火山が溶岩ドームをいくつも残した環状の入江で、古くから絶景とされた。南側は海に落ち込んでおり、湾口は満潮時に20メートルほどになり辛うじて小型船が通過できるが、干潮時は水深30センチメートルほどと非常に浅い。南東隅の山麓には噴気孔があり、島に硫黄の臭いが漂う元となっている。また、硫黄分の強い温泉が湧き出し湾内に流れ込んでおり、砂地を掘るだけで温泉として浸かることが可能。
本島で霧が発生しやすい理由は、大気と熱水の蒸気による温度差からである。
暮田湾は深さが30メートルほどあり、水面には小さい泡が常に吹きだしている。実際に潜ると深さ30メートルほどの位置に硫黄の噴出孔が存在し、研究者が注目するバクテリアマットが密生している。なお、海底は2～3メートルほどの透明度しかなく、悪い時では30センチメートルもない。これはプランクトンが原因とされる。
島の外周は険しい崖となっており、西側には御笠山（みかさやま、海抜401メートル）がある。
さらに、西南には沖合200メートル程の位置に碆武岩（はぶいわ、ロシア名：バーブシュカ島、ロシア語で「おばあさん」の意）がある（ただし、こちらは島と言うより岩礁である）。全長500メートルほどだが周囲は波が立っており、上陸したとしても海藻で足を滑らせる危険性がある。こちらには、絶滅危惧種のエトピリカといった海鳥などが飛来する。また、頂上は50メートルほどで足の踏み場もないが、海鳥の巣が密集している。

## 生態系
本島の内部は北方系の植物が多く存在する。また、日本領時代の1916年には、農林省による養狐事業で5つがいの青狐が導入されたが、殆ど放し飼い状態であった。現在ではその末裔が自然繁殖している。また、北島にはその小屋が残っている。
海沿いの崖や洞窟には、海鳥が繁殖期になると飛来しコロニーを形成する。
なお、前述の暮田湾は（熱水の近くにも）硫黄を元に生命活動を続けるバクテリアが生息しているため、生命誕生の謎を探る上では最高の場所とされている。

## 歴史
- 1700年（元禄13年）、元禄国絵図のため松前藩が幕府に呈上した松前島郷帳に、「うせしり」の名が見られる。
- 1769年 - この地を探検したイワン・チョールヌイが本島にて千島アイヌが行う儀式を目撃している。

前述のように、本島は千島アイヌにとっての聖地である。また、雷神カンナカムイの子孫が千島アイヌであるとされ、本島がその発祥との伝説が残されている。カンナカムイはアイヌの神の中でも特に重要な存在であり、アイヌが危機に瀕した時は幣を捧げて祈っていた。イワンの記述によれば、硫黄の噴出孔の上に設けた祭壇でガスと熱に耐えながら三日三晩祈り続け、その試練に耐えたものだけが「自分たちを悪魔の手から守ることのできる全知全能のアイヌとして生まれ変わる」と信じられた。
- 1855年（安政元年） - 日露通好条約によりロシア領となる。
- 1875年（明治8年） - 樺太・千島交換条約により日本領になる。

この頃は定住者が既にいなかったが、羅処和島に住んでいた千島アイヌの人々が鷲や鴨の猟をするために渡り、越年をすることも度々あったとのことである。
- 1945年（昭和20年） - 8月、ソ連軍が上陸・占領する。日本が降伏した9月2日に出された一般命令第1号により、ソ連占領地とされた。
- 1946年（昭和21年） - GHQ指令により、日本の施政権が正式に停止される。直後に、ソ連が領有を宣言する。
- 1952年（昭和27年） - 日本国との平和条約（ソ連は未調印）で日本は領有権を放棄する。以後、日本政府は千島列島の帰属は未確定と主張する。
- 1991年（平成3年） - ソビエト連邦の崩壊後に成立したロシア連邦が実効支配を継承。

当時の行政区分では北海道根室振興局管内の新知郡に属していた。
現在はロシア連邦が実効支配しているものの、日本政府は国際法上、帰属未定地であるとしている。